# Musée d'histoire navale de Venise
Le musée d'histoire navale (museo storico navale en italien) est un musée de la ville de Venise consacré à l'histoire de la lagune et aux expéditions maritimes vénitiennes. Il est la propriété de la marina militare, la marine de guerre italienne, et se trouve dans le quartier de l'Arsenal.

## Historique
Le musée a été créé en 1923 « pour montrer que de tout temps l'esprit maritime italien a été audacieux ».
C'est en 1964 que la collection s'installe sur le site actuel. Il s'agit d'un bâtiment de cinq étages qui était autrefois un entrepôt de l'arsenal.

## Collections[2]

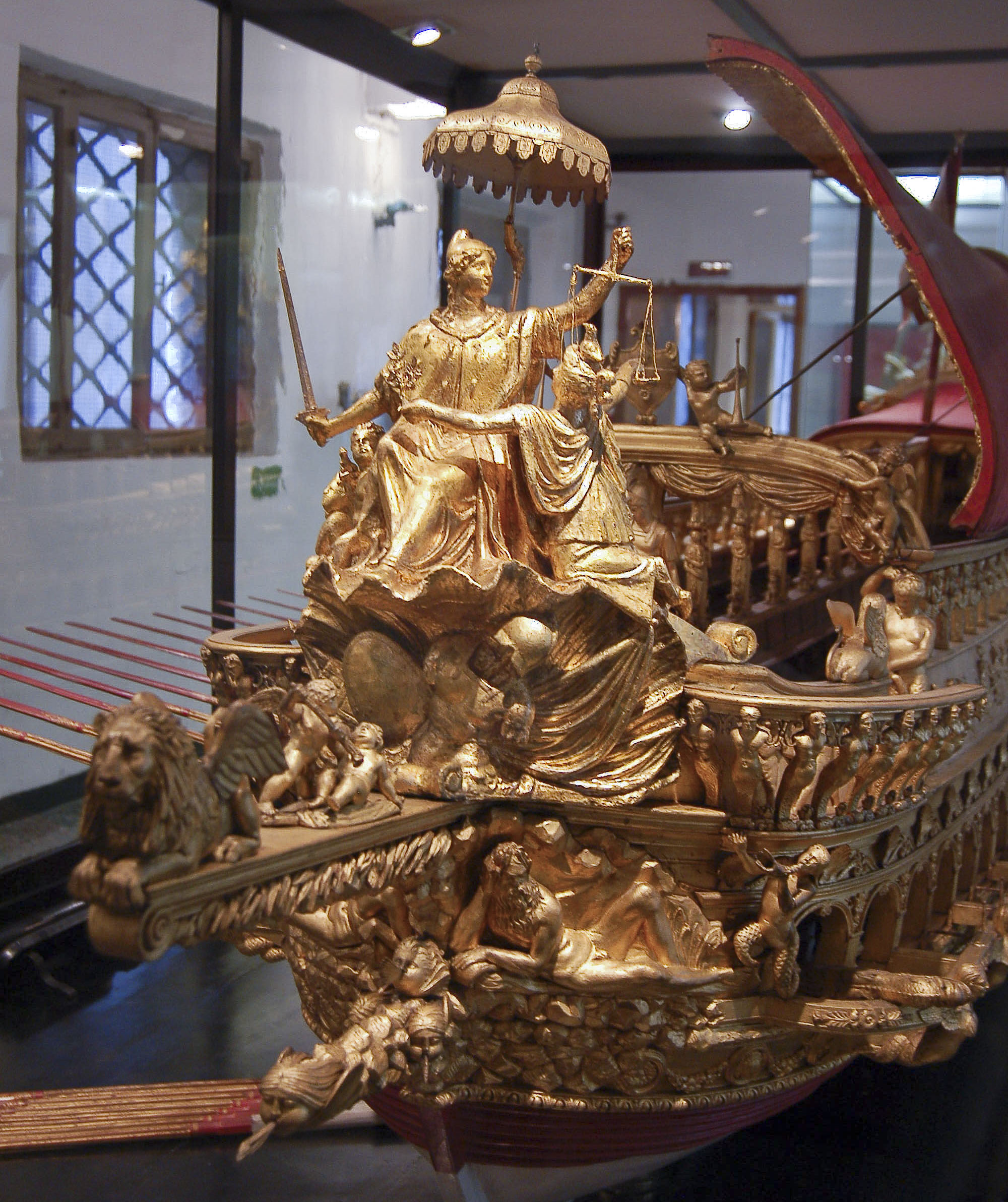
Maquette de Bucentaure

Au premier étage sont présentés des sculptures en bois provenant de galères, des blasons, des instruments de navigation, des portulans, des maquettes, des pièces de galions, ainsi qu'une maquette de Bucentaure, vaisseau de parade des doges.
Des modèles réduits et des uniformes des XIXe siècle et XXe siècle occupent le deuxième étage.
Au troisième étage sont exposés des ex-voto, un navire de plaisance du XVIIIe siècle, des gondoles et une maquette du squèro di San Trovaso, chantier naval pour gondoles.
Au quatrième étage, une exposition présente les relations entre les marines suédoise et italienne. Dans une petite salle est exposée la collection de coquillages donnée par Roberta di Camerino, styliste vénitienne morte en 2010.